# Singularismo
O Singularismo é uma corrente Estética iniciada nos finais do séc.XX em Portugal aplicada em criação artística e que prossupõe uma metodologia colectivista no processo de concepção, apoiada numa experiência acumulada com o pressuposto da obtenção de obras mais inesperadas e singulares por serem o resultado de vários intervenientes, e não por serem a resultante de um único indivíduo iluminado.

## O Singularismo como continuidade
O Movimento singularista resulta da reactualização dos conhecimentos adquiridos na busca de obras de arte inclassificáveis.  Essas obras adquirem num colectivo, um formato inédito que resulta de uma busca onde todos têm a certa altura poder criativo. Este movimento resulta na partilha de responsabilidades de chefia, em cargos de relevo por elementos mais novos num colectivo de artistas. Este movimento está apoiado numa passagem de testemunho consciente reflectida e incentivada que permite que um mesmo projecto artístico atravesse várias gerações e perdure recriando-se. .

## O Singularismo em áreas de intervenção social
Muitas associações de jovens nascem já com este conceito de líder de projecto mas de ausência de chefe. Assim na mesma equipa um director pode ser operário e um operário pode ser director dependendo do projecto e desafio.